# Йон Арне Ріїсе
Йон Арне Семуннсет Ріїсе (норв. John Arne Semundseth Riise; нар. 24 вересня 1980, Молде або Олесунн) — норвезький футболіст, лівий захисник.

## Біографія
Йон Арне розпочав свою кар'єру в «Олесунні», звідки в 1998 році перебрався в «Монако». Там він добре себе проявив, через що ним зацікавилися на туманному Альбіоні. Керівництво «Лідса» проявляло деякий інтерес до захисника, але, коли Ріїсе перестав потрапляти в основний склад «Монако», відмовилося від ідеї придбати його.
Пізніше його колишній наставник Жан Тігана очолив «Фулгем» і спробував придбати норвежця у свій новий клуб. Проте Жерар Ульє «перебив» пропозицію «Фулхема» після того, як Ріїсе погодив контракт із лондонською командою, тим самим зірвавши угоду.
У червні 2001 року він перейшов до табору мерсісайдців. Дебютував у матчі проти «Манчестер Юнайтед». За три місяці Йон перетворився на улюбленця вболівальників, багато в чому завдяки своєму гарматному удару з лівої ноги. За часів тренера Рафаеля Бенітеса Йон постійно виходив у стартовому складі ліверпульців.
Влітку 2008 року норвежець перебрався до Італії, підписавши контракт зі столичною «Ромою».
Влітку 2011 року Йон Арне повернувся до Англії, підписавши трирічний контракт із «Фулгемом», за який вже виступав його брат Б'єрн-Гельге Ріїсе.

## Досягнення

### Командні

#### «Монако»
- Чемпіон Франції: 2000
- Володар Суперкубка Франції: 2001

#### «Ліверпуль»
- Володар Кубка Футбольної ліги: 2003
- Переможець Ліги чемпіонів: 2005
- Володар Суперкубка УЄФА (2): 2001, 2005
- Володар Суперкубка Англії (2): 2001, 2006
- Володар Кубка Англії: 2006

#### АПОЕЛ
- Чемпіон Кіпру: 2015
- Володар Кубка Кіпру: 2015

### Особисті
- Приз найкращому норвезькому футболісту року (приз Кніксена): 2006